# 김광숙 (가수)
김광숙(金光淑, 1964년 1월~2018년 1월 14일)은 보천보전자악단 소속의 조선민주주의인민공화국 가수이다. 평양학생소년예술단으로 1983년 일본을 방문한 경험이 있다. 평양시 출신이며, 북한에서 공훈배우, 인민배우 등 칭호를 수여받았다. 2018년에 사망하였다.